# Randananas
Randananas (Aechmea chantinii) är en art inom familjen ananasväxter från Amazonas i Colombia, Venezuela, Ecuador, Brasilien och Peru. Arten är epifytisk.
Randananas bildar en trattformad rosett på cirka 50 cm i diameter. Blad gröna med grå tvärränder. Högblad röda, blommor gula. Varje rosett blommar endast en gång, men nya skott kommer från roten. 
I Ecuador förekommer v. fuchsii H.Luther, som har breda och rosa högblad. Den har marknadsförts under sortnamnet 'Pink Banners'.

## Sorter
'Amazonica' - plantan har mer eller mindre röda blad. Ju ljusare placering desto rödare blad.
'Rose' - bladen har enrosa ton, högbladen är rosa.
'Variegata' - bladens tvärband är extra tydliga.

## Odling
Placeras i ull sol till halvskugga. Är något tåligare för torr luft än de andra arterna. Vill man försöka få plantorna att blomma om är det viktigt med mycket ljus. Jorden skall vara en väldränerad standardjord. Förvaras i rumstemperatur eller något svalare, dock inte under 15°C. Vattnas regelbundet på sommaren och skall helst inte torka ut, vintertid något torrare. Vattna inte i struten, då ruttnar plantan lätt. Ge svag gödning regelbundet under sommaren.
Förökning: Nya rosetter kan avskiljas efter att de bildat rötter och är ungefär hälften så stora som den vuxna bladstruten. Plantera direkt i jord och vattna ytterst lite tills plantan rotat sig.

## Synonymer
Aechmea amazonica Ule = 'Amazonica'
Aechmea chantinii f. amazonica (Ule) H.Luther = 'Amazonica'
Platyaechmea chantinii (Carrière) L. B. Sm. & W. J. Kress